# Gada Ale
Gada Ale (auch Kebrit Ale) ist ein 287 Meter hoher Basaltvulkan in Äthiopien. Er erhebt sich aus der Koba-Senke (115 m unter dem Meeresspiegel), im Afar-Dreieck, in der Region Afar. 
Der Schichtvulkan liegt rund drei Kilometer südlich vom Nordufer des Karumsees und bildet das nördliche Ende der Erta-Ale-Vulkankette, einer an dieser Stelle 13 Kilometer breiten Vulkankette mit dem bekannten Vulkan Erta Ale, der im Gegensatz zu Gada Ale noch aktiv ist. Der Krater hat einen Durchmesser von 350 Meter und ist vom Gipfel aus 100 Meter tief.